# Klewidypina
Klewidypina (łac. clevidipinum) – wielofunkcyjny organiczny związek chemiczny z grupy pirydyn, lek stosowany w leczeniu nadciśnienia tętniczego, o działaniu blokującym kanały wapniowe typu L. Jest związkiem chiralnym, produkt farmaceutyczny jest mieszaniną racemiczną obu enancjomerów.

## Mechanizm działania
Klewidypina jest antagonistą kanału wapniowego działającym na kanały wapniowe typu L (CACNA1C) zlokalizowane w tkance mięśniowej poprzecznie prążkowanej typu sercowego oraz miocytach mięśni gładkich naczyń krwionośnych. Klewidypina inaktywuje kanały wapniowe typu L zależnie od napięcia i przejawia wysoką specyficzność do naczyń krwionośnych. Obniżenie ciśnienia krwi powodowane jest obniżeniem całkowitego oporu obwodowego bez wpływu na przepływ objętościowy w żyłach oraz obciążenie wstępne w sercu. Klewidypina w porównaniu z nitroprusydkiem sodu wpływa w większym stopniu na tętnice niż na naczynia żylne. Początek działania klewidypiny następuje po 5–15 minutach od rozpoczęcia podawania, a jej wpływ na spadek ciśnienia tętniczego jest wprost zależny od podawanej dawki leku.

## Zastosowanie
- nadciśnienie tętnicze w sytuacjach klinicznych kiedy terapia doustna jest niemożliwa lub niepożądana[3]
- szybkie obniżenie ciśnienia tętniczego w okresie okołooperacyjnym[8]

W 2016 roku klewidypina nie była dopuszczona do obrotu w Polsce.

## Działania niepożądane
Klewidypina może powodować następujące działania niepożądane:
- hipotensja
- tachykardia
- zawał mięśnia sercowego
- nagłe zatrzymanie krążenia
- omdlenie
- duszność
- ból głowy
- nudności
- wymioty